# Altendorfer Erbstollen
Der Altendorfer Erbstollen, auch bekannt als Altendorfer Erbstolln, war ein Erbstollen in Essen-Burgaltendorf. Ab 1812 wurde das Bergwerk auch teilweise Altendorfer Schacht genannt. Das Stollenmundloch lag gegenüber von Dahlhausen. Insgesamt wurden auf dem Essener Stadtgebiet drei Altendorfer Erbstollen zu unterschiedlichen Zeiten betrieben.

## Geschichte

### Die ersten Jahre
Die Verleihung der Erbstollengerechtigkeit erfolgte im Jahr 1722. Sie war die älteste Verleihung im Bereich des späteren Bergwerks Vereinte Pörtingsiepen/Carl Funke. Zunächst war der Erbstollen angelegt worden, um für sieben im Einzugsbereich des Stollens liegende Zechen die Grubenwässer zu lösen. Deshalb wurde der Stollen von einem Nebenbach der Ruhr aus von Osten nach Westen aufgefahren. Im Jahr 1776 wurde vermutlich ein zweiter Altendorfer-Erbstollen angesetzt und aufgefahren. Am 15. April 1788 erfolgte die Verleihung des Längenfeldes Altendorfer Bank. Gleichzeitig mit der Mutung des Längenfeldes Altendorfer Bank wurde die Anlegung eines zweiten Erbstollens beantragt. Dieser Stollen wurde vom Gramberger Bach aus in Richtung Norden aufgefahren. Hauptgewerken des Stollens waren die Familien Spennemann aus Sprockhövel und Mintrop aus Altendorf. Im Jahr 1788 wurde die Erbstollengerechtigkeit für den ersten Erbstollen erneuert.
Im Jahr 1800 wurde der Betrieb im Längenfeld Altendorfer Bank eingestellt und der erste Erbstollen weiter in Richtung Westen vorgetrieben. 1805 wurde das Lichtloch 2 geteuft; außerdem wurde der erste Erbstollen weiter vorgetrieben. Der Abbau erfolgte an den Schächten Peter und Conrad. Über eine 150 Lachter lange Schienenbahn wurde die Kohle zum Kohlenmagazin an der Ruhr transportiert. Im Jahr 1810 wurde das Lichtloch 3 geteuft und der erste Erbstollen weiter aufgefahren, auch der Kohlenabbau wurde weiter betrieben. Am 15. September des Jahres 1813 wurde der Betrieb 442 Lachter westlich vom Lichtloch 1 gestundet. Ab 1815 dann erneuter Vortrieb. Im Oktober 1820 erfolgte die Konsolidation mit dem Bergwerk Große Varstbank zu Große Varstbank&Altendorfer Erbstollen.

### Die letzten Jahre
Im Jahr 1836 planten die Gewerken der Zeche Vereinigte Große Vaerstbank den im Jahr 1788 verliehenen Altendorfer Erbstollen durch einen neu zu mutenden Erbstollen mit dem Namen Großer Erbstollen zu ersetzen. 1836 wurde ein dritter Altendorfer Erbstollen verliehen und begonnen. Allerdings erlangte er, aufgrund des bevorstehenden Tiefbaus auf der Zeche Altendorfer Mulde, keine besondere Bedeutung mehr. Im Jahr 1838 erreichte der erste Erbstollen eine Länge von über 2400 Metern, er reichte nun bis Hattingen-Niederwengern. Im Jahr 1847 wurde das Bergwerk Große Varstbank stillgelegt und das Bergwerk Altendorfer Erbstollen wurde wieder ein eigenständiger Betrieb. Im Erbstollen wurden Erhaltungsarbeiten getätigt. Nach weiteren Erhaltungsarbeiten in 1854 wurde die Zeche Altendorfer Erbstolln am 14. Oktober 1855 mit mehreren kleineren Bergbaubetrieben zur Zeche Altendorf Tiefbau konsolidiert.